# Hampshire (race ovine)
Pour les articles homonymes, voir Hampshire.
Le hampshire appelé aussi hampshire down est une race ovine originaire d'Angleterre. Elle est issue de croisements entre des moutons southdowns et diverses autres races de moutons blancs cornus anglais. Le hampshire est importé en France depuis la fin du XIXe siècle. Aujourd'hui, on le trouve principalement dans le Nord et l'Est, ainsi qu'en Auvergne, dans des proportions qui restent modestes.
C'est une race à la laine blanche couvrant, en partie, une tête à la peau noire. Elle peut être élevée indifféremment à l'herbe et en bergerie. Elle est très précoce et les agneaux ont une bonne conformation. Les béliers sont souvent utilisés en croisement avec des brebis d'autres races pour améliorer la conformation de leurs agneaux.

## Origine
Le hampshire est issu de croisements de moutons southdowns avec des moutons old hampshire, old witshire et berkshire nott – des animaux cornus à tête blanche – ayant eu lieu au tout début du XIXe siècle dans le comté de l’Hampshire en Angleterre. John Twynam, un éleveur de la région, croise des brebis ainsi obtenues avec des béliers costwold vers 1829. Les béliers croisés obtenus seront par la suite vendus dans différents élevages de moutons hampshire, et participeront modestement à la création de la race. En 1889, est créée l’Hampshire Down Sheep Breeder's Association, basée à Salisbury en Angleterre, ainsi que son homologue américaine, American Hampshire Sheep Association.
La race est importée en France à partir de 1890, mais elle n'y prend réellement son essor qu'à partir de 1965.

## Description

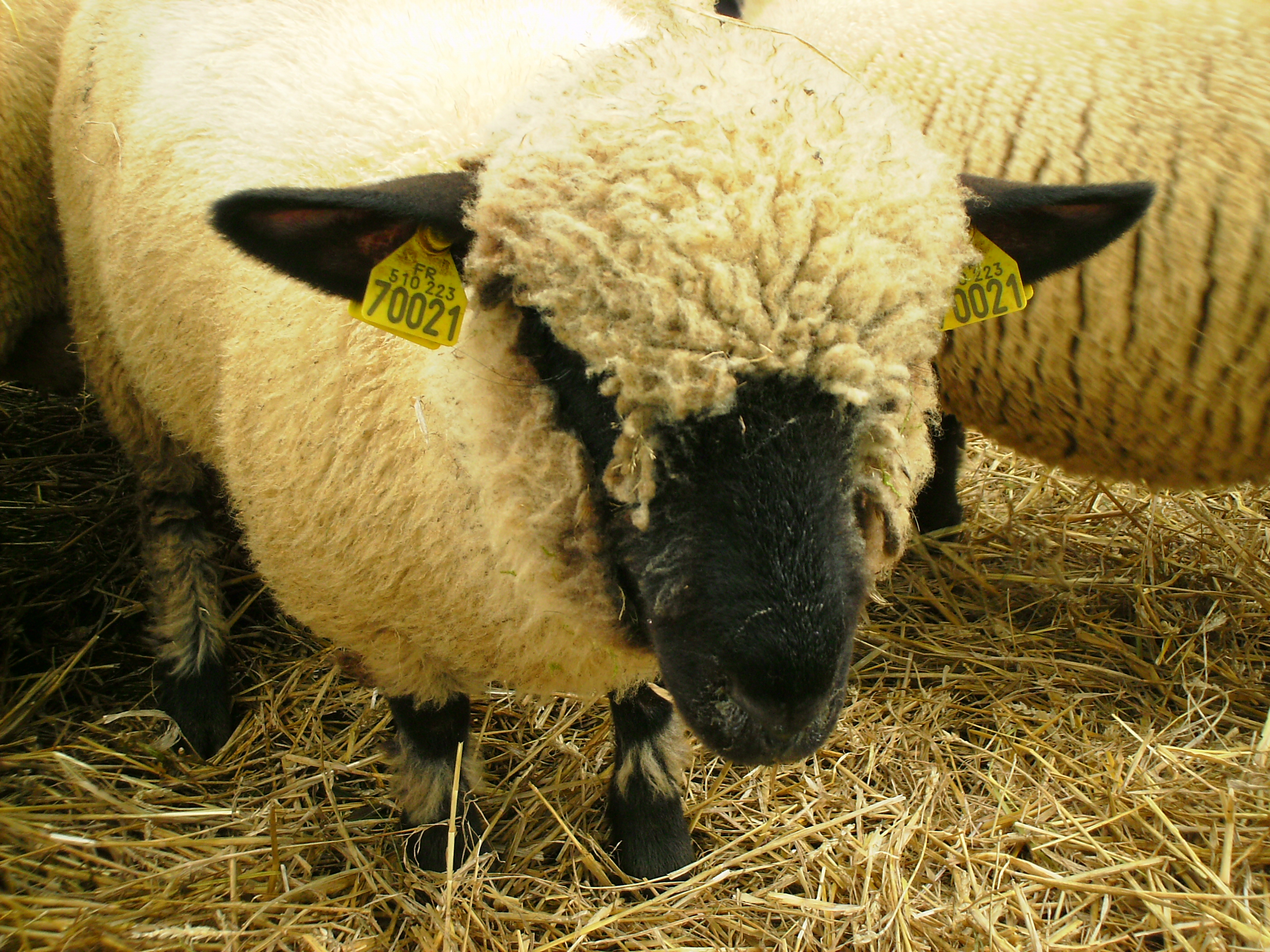
Tête d'un mouton hampshire.

Le hampshire a un cou court bien musclé soudé aux épaules. Son corps est long, soutenu par des membres puissants de couleur noire, se terminant par des onglons courts et noirs. Ses côtes sont arrondies. Il a un dos et un bassin larges et une poitrine profonde. Son squelette est fort et épais. Les gigots sont larges et longs. La tête est noire et sans cornes. Elle est recouverte de laine, excepté au niveau des oreilles, des yeux et du mufle. Les oreilles sont plutôt longues et légèrement fléchies, tenues à l'horizontale. Le hampshire est recouvert par une toison de couleur blanche, à la laine serrée et fine, pouvant peser 4 kg chez le bélier et 3,5 kg chez la brebis.
Le bélier pèse entre 90 et 120 kg, et la femelle entre 65 et 75 kg.

## Aptitudes
Le hampshire est un mouton assez rustique, qui s'adapte à des conditions climatiques diverses. Les brebis hampshires ont une saison de reproduction assez marquée, qui commence relativement tôt. Elles peuvent être mises à la reproduction dès juillet pour des agnelages en décembre ou janvier. Elles ont une bonne prolificité de 1,65 agneau par portée et sont également de bonnes laitières qui assurent une bonne croissance des agneaux durant leur premier mois. Les agneaux sont globalement précoces, combinant de fortes performances de croissance (environ 350 g par jour) et un faible indice de consommation. S’ils sont abattus assez tôt, vers 16 à 18 kg, ils ne présentent que peu de gras et ont un rendement carcasse de 50 %. La viande à la réputation d’être savoureuse.
La race bien conformée est utilisée communément en croisement avec des brebis de races rustiques ou laitières afin d'améliorer la conformation des agneaux de ces brebis.

## Élevage
Le mouton hampshire peut être élevé aussi bien à l’herbe qu’en bergerie. 
C'est une race à la fois rustique et bouchère qui résiste à l'humidité et au froid comme à la chaleur.

## Sélection

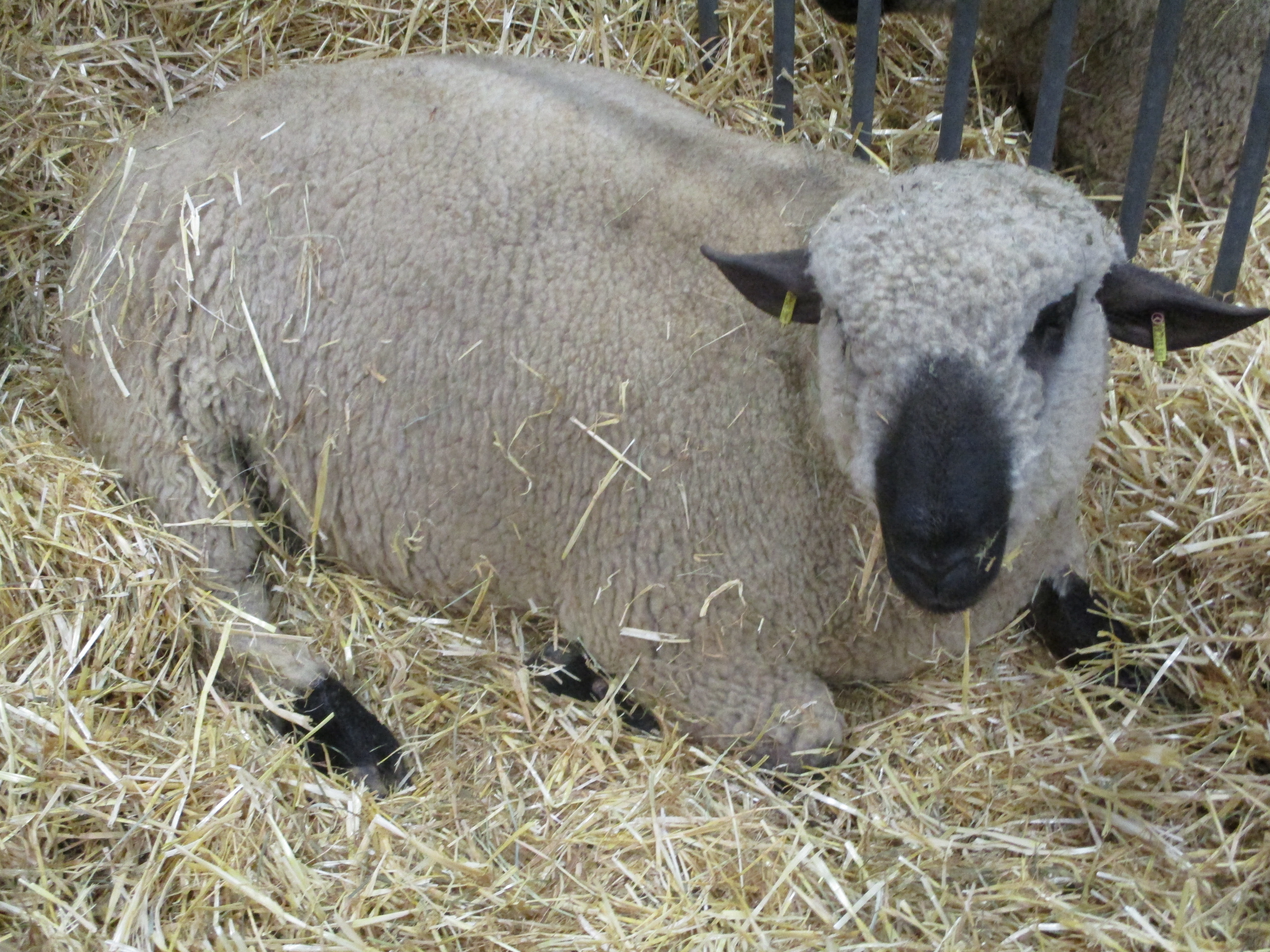
Mouton hampshire au salon international de l'agriculture.

L’hampshire, issu de croisements entre le southdown et des races à tête blanche et à corne a évolué, sous l’influence des éleveurs, vers des caractéristiques physiques proches de celles du southdown. Ainsi, on a pu voir au cours du temps, disparaître les cornes et se noircir les membres et la tête.
Aujourd'hui, les objectifs de sélection sont essentiellement la précocité et la conformation. Pour cela, un contrôle de performances est réalisé en ferme, et les 60 meilleurs agneaux mâles sont regroupés en station d'évaluation individuelle, où on évalue notamment leurs aptitudes bouchères.

## Diffusion
Le mouton hampshire est bien répandu dans toute l’Angleterre. Il s’est également bien développé aux États-Unis où il a été importé en deux vagues, l’une dans les années 1840, et la suivante au cours des années 1860 et 1870. Il y reste encore populaire. En France, où il a été importé à partir de 1890, on compte environ 5 000 têtes, et la race est principalement implantée dans les régions Nord-Pas-de-Calais, Normandie, dans l'Est et en Auvergne. Les mâles sont utilisés en croisement dans tout le pays. L'hampshire est également exporté dans toute l'Europe, en Afrique du Sud, au Brésil, ou encore aux Antilles.